# Hermann Schlichting
Hermann Schlichting (* 22. September 1907 in Balje; † 15. Juni 1982 in Göttingen) war ein deutscher Strömungsmechaniker.

## Leben
Hermann Schlichting studierte von 1926 bis 1930 Mathematik, Physik und Angewandte Mechanik an den Universitäten in Jena, Wien und Göttingen. Am 29. Dezember 1930 promovierte er in Göttingen bei Albert Betz mit einer Arbeit „Über das ebene Windschattenproblem“ und legte im selben Jahr das Staatsexamen für das Lehramt an Höheren Schulen in den Fächern Mathematik und Physik ab. Das Zusammentreffen mit Ludwig Prandtl hat den Lebensweg von Schlichting entscheidend beeinflusst. Er trat in das Kaiser-Wilhelm-Institut für Strömungsforschung in Göttingen ein und befasste sich von 1931 bis 1935 hauptsächlich mit Problemen der Strömungen mit Reibung. In dieser Zeit begann er auch damit, sich mit Tragflügelaerodynamik zu befassen. Im Jahre 1935 ging Schlichting zu den Dornier-Werken nach Friedrichshafen. Dort plante er den neuen Windkanal und nahm ihn nach kurzer Bauzeit in Betrieb. Dabei sammelte er wertvolle Erfahrungen auf dem Gebiet der Flugzeugaerodynamik.
Schlichting folgte im Alter von 30 Jahren 1937 dem Ruf an die TH Braunschweig, wo er 1938 zum ordentlichen Professor ernannt wurde. Nach seinem Dienstantritt im Oktober 1937 kümmerte er sich um den Aufbau des im Bau befindlichen Aerodynamischen Instituts im Luftfahrtlehrzentrum am Flughafen Braunschweig-Waggum.
Ihm zu Ehren wurden die beim laminar-turbulenten Übergang auftretenden Tollmien-Schlichting-Wellen benannt.
Nach dem Erreichen der Altersgrenze wurde Schlichting am 30. September 1975 an der TU Braunschweig emeritiert. Gleichzeitig schied er auch als Direktor der Aerodynamischen Versuchsanstalt Göttingen (AVA) aus. Da das Berufungsverfahren für seine Nachfolge der TU Braunschweig noch nicht abgeschlossen war, wurde er gebeten, bis zum Amtsantritt seines Nachfolgers die Dienstgeschäfte weiterzuführen. Die Vertretung seines Lehrstuhls für Strömungsmechanik endete am 30. April 1978. Als sein Nachfolger trat Boris Laschka am 1. Mai 1978 seinen Dienst an der TU Braunschweig und im Institut für Strömungsmechanik an.
Nach seiner Emeritierung lebte Schlichting in Göttingen. Er vollendete dort die 8. Auflage seines Buches „Grenzschicht-Theorie“, deren Erscheinen er nicht mehr erlebte.
Er war Mitglied der Akademischen Fliegergruppe Braunschweig. Er gehörte auch dem Verein Deutscher Ingenieure (VDI) an.

## Ehrungen
- 1944 Ordentliches Mitglied der Braunschweigischen Wissenschaftlichen Gesellschaft
- 1953 Medaille „50th Anniversary of Powered Flight“ der National Aeronautical Association, Washington D.C.
- 1968 Dr.-Ing. E. h. der Technischen Hochschule München
- 1969 Ludwig-Prandtl-Ring der Deutschen Gesellschaft für Luft- und Raumfahrt (DGLR)
- 1972 Großes Verdienstkreuz des Verdienstordens der Bundesrepublik Deutschland
- 1976 Ehrenmitglied der Deutschen Forschungs- und Versuchsanstalt für Luft- und Raumfahrt e.V. (DFVLR)
- 1980 „Von-Kármán-Medaille“ der Advisory Group for Aerospace Research and Development (AGARD), Paris

## Werke
- mit Klaus Gersten, Egon Krause, Herbert Oertel: Grenzschicht-Theorie. Springer, Berlin 2006, ISBN 3-540-23004-1.
- mit Erich Truckenbrodt: Aerodynamik des Flugzeugs. Springer, Berlin 1967.
- Entstehung der Turbulenz, in: Flügge, Truesdell (Hrsg.): Handbuch der Physik VIII/1, Strömungslehre 1. Springer 1959.